# Japanische Badmintonmeisterschaft 1999
Die Japanische Badmintonmeisterschaft 1999 fand Mitte November 1999 in Moriguchi statt. Es war die 53. Austragung der nationalen Titelkämpfe im Badminton in Japan.

## Medaillengewinner
| Disziplin    | Gold                           | Silber                          | Bronze                             |
| ------------ | ------------------------------ | ------------------------------- | ---------------------------------- |
| Herreneinzel | Keita Masuda                   | Kazuhiro Shimogami              | Hidetaka Yamada                    |
| Herreneinzel | Keita Masuda                   | Kazuhiro Shimogami              | Fumihiko Machida                   |
| Dameneinzel  | Yasuko Mizui                   | Miho Tanaka                     | Takako Ida                         |
| Dameneinzel  | Yasuko Mizui                   | Miho Tanaka                     | Kanako Yonekura                    |
| Herrendoppel | Keita Masuda Tadashi Ohtsuka   | Akihiro Imai Kazuhiro Honda     | Yuzo Kubota Takuya Katayama        |
| Herrendoppel | Keita Masuda Tadashi Ohtsuka   | Akihiro Imai Kazuhiro Honda     | Hiroshi Kagaya Masahiro Yabe       |
| Damendoppel  | Takae Masumo Chikako Nakayama  | Haruko Matsuda Yoshiko Iwata    | Megumi Oniike Kaori Mori           |
| Damendoppel  | Takae Masumo Chikako Nakayama  | Haruko Matsuda Yoshiko Iwata    | Hiromi Yamada Naomi Murakami       |
| Mixed        | Tomohiko Usui Kirika Kawaguchi | Yasunori Sekine Satoko Suetsuna | Daisuke Yoshikawa Megumi Masuda    |
| Mixed        | Tomohiko Usui Kirika Kawaguchi | Yasunori Sekine Satoko Suetsuna | Hidenori Ishibashi Yoshimi Takaiwa |